# El Xinorlet

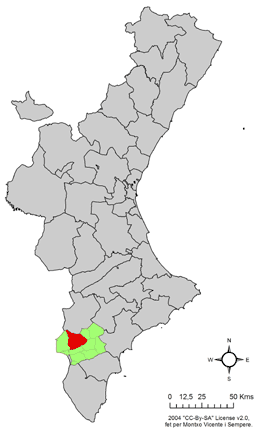
Localització del municipi de Monòver.

El Xinorlet és un llogaret del municipi de Monòver (Vinalopó Mitjà), a l'oest de la ciutat, a prop del límit municipal del Pinós. Amb una población censada de 191 habitants (2006), el seu nombre es multiplica fin a quasi 300 habitants el mesos d'estiu.
El llogaret del Xinorlet està envoltat pel Cabeço, la muntanya del Coto —d'on es trau el marbre crema ivori—, la muntanya del Xirivell —on hi ha un clavill produït per l'ensorrament d'una mina d'arena coneguda com la cova de l'Arena—, d'on s'han tret fòssils que es poden trobar al Museu de les Ciències de Villena.
Les festes patronals tenen lloc al mes d'agost en honor del Sagrat Cor de Jesús i a la Mare de Déu del Roser. L'últim dia de festes, se celebra el Gran Socarrat, que consistix en una soltada de vaquetes amb una berenada popular.